# Formigara
Formigara es una localidad y comune italiana de la provincia de Cremona, región de Lombardía, con 1.138 habitantes.

## Evolución demográfica
| Gráfica de evolución demográfica de Formigara entre 1861 y 2001 |
|                                                                 |
| Fuente ISTAT - elaboración gráfica de Wikipedia                 |